# Алеротар
Алеротар — кутан СПК «Камилюх» Тляратинского района Дагестана.

## Географическое положение
Расположен на территории Бабаюртовского района, на канале Главный коллектор имени Дзержинского к северо-западу от села Бабаюрт. Ближайшие населённые пункты: на севере — Заречное, на юго-западе — Хамаматюрт.

## История
В 1929 году хутор Кара-Озек-Отар состоял из 35 хозяйств и входил в состав Адиль-Янги-Юртовского сельсовета Бабаюртовского района. К 1939 году хутор был ликвидирован, а его земли переданы под зимние пастбища колхоза села Камилух Тляратинского района. В настоящее время за кутаном закрепилось название бывшего села Алеротар, которое располагалось в 3,5 км к юго-западу от кутана.

## Население
В 1929 году на хуторе проживало 163 человека (89 мужчин и 74 женщины), 100 % населения — аварцы.